# Wanna Be with You
Wanna Be with You is een lied van de Amerikaanse r&b-/discoband Earth, Wind & Fire. Het werd in december 1981 uitgebracht als tweede single van hun elfde album Raise! en werd een hit in de soulcharts van Amerika (#15) en Engeland (#7). In Canada haalde de single de 40e plaats. Het lied werd bekroond met een Grammy Award.

## Achtergrond
Wanna Be with You is geproduceerd door zanger/oprichter Maurice White die het ook produceerde, in samenwerking met Wayne Vaughn. De oorspronkelijke B-kant is het instrumentale Kalimba Tree, op de Britse versie is dat My Love; beide nummers zijn eveneens afkomstig van Raise!.
In 1995 verscheen de cover van jazzband Urban Knights op hun debuutalbum Urban Knights I dat geproduceerd werd door Maurice White.